# 2008年12月

## 12月31日
- 三鹿集团原董事长田文华、原副总经理王玉良、杭志奇、原奶液部部长吴聚生在石家庄市中级人民法院受审。
- 俄罗斯新闻网以色列站声称，基地组织会支持哈马斯、杰哈德和其他抵抗活动，以此报复以色列在加沙制造的流血事件。
- 针对国际间要求加沙停火的压力，以色列召开内阁会议磋商。会后决定，拒绝停火协定。

## 12月30日
- 由于泰国反政府民间政治组织反独裁民主联盟数千成员封锁通往国会的道路，新总理阿披实只得改在邻近国会的外交部发表施政纲领。新华网 Archive.today的存檔，存档日期2013-04-28，德国之声（页面存档备份，存于）
- 2时30分，台北地方法院针对是否羁押陈水扁的合议庭审判长蔡守训作出最终裁决：羁押陈水扁，但不禁见。3时50分，陈水扁在台北地院警备车戒护下移送台北看守所，经过正常入所检查流程后，编号为2185的陈水扁入住台北看守所的改孝1舍。下午，陈致中在民进党立委蔡同荣、高志鹏陪同下看望陈水扁，并带了花生、橘子、苹果、虱目鱼、两套内衣裤和牧师王阳明写的《穷得只剩下钱》。30分钟特见后就和蔡同荣一起搭车回去了。
- 孟加拉国选举委员会早晨公布大选初步统计结果，国父谢赫·穆吉布·拉赫曼的女儿，前总理谢赫·哈西娜领导的人民联盟在第九届议会选举中获得154个席位，超过了组阁所需的议会席位，获得压倒性胜利。新华网，BBC（页面存档备份，存于）
- 台北地方法院在2时25分决定再次收押陈水扁。新华网（页面存档备份，存于）
- 几内亚政变军人成立的国家民主与发展委员会宣布任命卡比内·科马拉为政府总理。新华网 Archive.today的存檔，存档日期2013-04-28
- 比利时国王阿尔贝二世任命范龙佩为新一任政府首相，以接替在19日因富通分拆案而辞职的莱特姆。国际在线（页面存档备份，存于）
- 中国古生物学家宣称在山东省诸城市境内发掘出的恐龙化石群，是世界上已发现的曝露面积最大的恐龙骨骼化石群。新华网

## 12月29日
- 第29届海湾阿拉伯国家合作委员会首脑会议在阿曼首都马斯喀特开幕，与会的各成员国领导人将就地区安全和经济一体化问题展开讨论，就在2010年按计划发行单一货币达成了一致。新华网（页面存档备份，存于）
- 索马里总统阿卜杜拉希·优素福在拜多阿宣布辞职，使得由他和总理努尔·哈桑·侯赛因之间矛盾引发的政治危机暂告一段落。新华网（页面存档备份，存于）
- 14时，台湾地方法院第三度召开羁押庭，审理陈水扁羁押案。

## 12月28日
- 被誉“万里长江第一隧”的武汉长江公路隧道在武汉通车，隧道全长3.63公里。新华网（页面存档备份，存于）
- 前任外交部部长李肇星的公子李乐乐与总政治部歌舞团国家一级演员阎维文的公主阎晶晶在北京王府井一家白金五星级酒店举行豪华婚礼，席开30桌，每桌8880元。TOM网

## 12月27日
- 以色列空军向加沙地带的哈马斯目标发动大规模的空袭，致使至少230名巴勒斯坦人死亡，780多人受伤。新华网（页面存档备份，存于）新华网（页面存档备份，存于）
- 昆明警方宣布偵破半年前的公交車爆炸案和最近發生的咖啡吧爆炸案，兇手是咖啡吧爆炸案中的死者李彥。CCTV（页面存档备份，存于）

## 12月26日
- 中国人民解放军海军舰艇编队于下午从三亚起航，赴亚丁湾、索马里海域执行护航任务。新华网（页面存档备份，存于）

## 12月25日
- 一艘埃及散装货轮在索马里附近海域遭海盗袭击，船员中枪，被正在附近巡逻的德国护卫舰解救。 新华网（页面存档备份，存于）

## 12月23日
- 几内亚陆军上尉在兰萨纳·孔戴总统逝世后发动政变，宣布废除宪法，解散政府及所有国家机构。新华网（页面存档备份，存于）
- 中央电视台新闻中心社会专题部副主任陈虻于0时21分死于癌症。

## 12月22日
- 比利时国王阿尔贝二世批准首相莱特姆及其内阁成员的集体辞职，此前最高法院指出政府在富通拆分案审理过程中存在着干预司法的迹象。新华网（页面存档备份，存于）

## 12月19日
- 日本松下电器和三洋电机达成协议，松下电器将以公开股票收购方式对三洋电机进行并购，收购金额预计将达5600亿日元。新华网（页面存档备份，存于）

## 12月18日
- 臺灣台北地方法院合议庭再度裁定，将陈水扁无保释放，检察官表示等收到法院裁决书后再决定是否继续抗告。新华网（页面存档备份，存于）
- 联合国卢旺达国际刑事法庭判决卢旺达前陆军上校巴高索雷在卢旺达大屠杀事件中犯有种族灭绝罪、反人类罪和战争罪，对其处以终身监禁。路透中国（页面存档备份，存于）
- 巴勒斯坦伊斯兰抵抗运动（哈巴斯）、巴勒斯坦伊斯兰圣战组织（杰哈德）、解放巴勒斯坦人民阵线（人阵）、解放巴勒斯坦民主阵线（民阵）在加沙地带宣布，与以色列达成的6个月停火协议正式到期，不再续签。新华网 Archive.today的存檔，存档日期2013-04-28

## 12月17日
- 马来西亚演员、已故巨星比·南利的儿子纳西尔·比南利在吉隆坡医院因心脏和肾衰竭去世，享年55岁。前政府首席秘书阿末沙基、资深演员阿都阿兹·萨塔尔等人出席了他的葬礼。mStar （页面存档备份，存于）

## 12月16日
- 联合国大会通过决议，授权各国在征得索马里过渡政府同意的情况下，可进入索马里领土和领空打击海盗。新华网（页面存档备份，存于）

## 12月15日
- 泰国民主党主席阿披实在下议院投票中获得多数议员支持，当选为新一任泰国总理。新华网（页面存档备份，存于）
- 中国大陆和臺灣之间的客机、轮船和信件，直接跨越台湾海峡，不再绕经第三地而到彼岸，直接三通基本实现。星島日報新华网（页面存档备份，存于）
- 东盟10个成员国的代表在印度尼西亚雅加达举行《东盟宪章》正式生效的仪式，使其正式赋予东盟法人地位，对各成员国都具有约束力。新华网（页面存档备份，存于）
- 罗马尼亚总统伯塞斯库提名在11月30日议会选举中获胜的民主自由党主席博克为新一任罗马尼亚总理，并授权他组成联合政府。新华网（页面存档备份，存于）

## 12月13日
- 陳水扁前一日被起訴的案件移赴台灣台北地方審理，合議庭駁回檢方延押聲請，被羈押月餘的陳水扁被當庭釋放。聯合新聞網

## 12月12日
- 中華民國前總統陳水扁、前第一夫人吳淑珍及其親族、下屬等共14人，被最高法院檢察署特偵組就國務機要費案、洗錢案、南港展覽館案、龍潭購地案等提起公訴。聯合新聞網
- 瑞士正式加入《申根公约》，成为该公约第25个成员国，即日起取消与其他申根国家之间的陆路边境检查。新华网（页面存档备份，存于）

## 12月11日
- 由于美国汽车业工会拒绝接受共和党议员提出的削减工资要求，美国国会参议院否决了总额为140亿美元的汽车业救援方案。新华网（页面存档备份，存于）
- 美国纳斯达克前董事会主席麦道夫因涉嫌采用庞氏骗局的手法进行高达500亿美元的证券欺诈案而被联邦调查局逮捕。新华网（页面存档备份，存于）

## 12月10日
- 英国皇家属地、位于英吉利海峡的萨克岛举行首次民主的议会选举，意味着该岛持续443年封建制度宣告结束。Telegraph（页面存档备份，存于）

## 12月9日
- 303名中国知识分子和维权人士联名签署的，敦促政府进行民主改革的《零八宪章》公开发表。美国之音中文网BBC中文网（页面存档备份，存于）

## 12月6日
- 泰国民主党等多个政党的代表在曼谷宣布将组建联合政府，并将推选民主党主席阿披实为联合政府总理。新华网（页面存档备份，存于）
- 第45届金马奖在臺灣台中市颁奖，香港导演陈可辛执导的电影《投名状》获得最佳剧情片、最佳导演、最佳视觉效果三个奖项；台灣史上最賣座的華語電影《海角七號》則贏得最佳男配角、最佳電影原創音樂、觀眾票選最佳影片等六個獎項。联合新闻网
- 爱尔兰政府宣布，由于可能受到一级致癌物二恶英的污染，9月1日之后爱尔兰出产的所有猪肉制品都必须召回。新华网（页面存档备份，存于）
- 希腊一名少年被警察枪杀，引发雅典、塞萨洛尼基、帕特雷、约阿尼纳等地爆发大规模的骚乱。新华网（页面存档备份，存于）新华网（页面存档备份，存于）

## 12月5日
- 美國上月失業率達15年來最高的6.7%，即1,000萬人失業。上月被裁人數達533,000人，創34年來新高。總統小布什承認美國經濟進入衰退。費城問詢者報（页面存档备份，存于）
- 巴基斯坦西北边境省首府白沙瓦发生一起汽车炸弹爆炸事件，造成至少29人死亡，约100人受伤。中国网（页面存档备份，存于）

## 12月4日
- 第五次中美战略经济对话在北京钓鱼台国宾馆开幕。中国国务院副总理王岐山和美国财政部长保尔森作为两国元首的特别代表共同主持对话。新华网（页面存档备份，存于）
- 加拿大总督米夏埃尔·让同意总理哈珀提出的暂时中止议会的请求，以避免哈珀率领的保守党少数派政府在8日举行的议会信任投票中被推翻。新华网（页面存档备份，存于）
- 欧洲中央银行、英格兰银行、瑞典银行、新西兰储备银行、印尼中央银行等全球多家中央银行再次大幅降低利率，以降低全球金融危机对经济的影响。中国新闻网（页面存档备份，存于） BBC中文网（页面存档备份，存于）

## 12月2日
- 泰国宪法法院2日就人民力量党等3个执政联盟政党的贿选案做出裁决，3党被判有罪将被解散，总理颂猜5年内将禁止参政。中新网（页面存档备份，存于） 新浪网（页面存档备份，存于）
- 津巴布韦自8月份爆发的霍乱疫情在全国蔓延，已造成至少473人死亡，11700人感染。国际在线（页面存档备份，存于）

## 12月1日
- 美國候任總統巴拉克·奧巴馬宣佈提名紐約州參議員、前第一夫人希拉里·克林頓為國務卿。洛杉磯時報（页面存档备份，存于）
- 加拿大在野的自由黨、新民主黨和魁人政團結盟，承諾建立一個至少十八個月的聯合政府，以推翻現任的保守黨政權。加拿大廣播公司
- 泰國人民民主聯盟宣佈撤出其佔據達三個月的总理府，前往曼谷兩個機場繼續抗爭。民族報
- 紐約期油收市報49.28美元，是三年半以來最低。中國日報（页面存档备份，存于）
- 2008年联合国气候大会在波兰波兹南开幕，会议将为2012年《京都议定书》失效后所应执行的新的气候保护条约进行准备工作。德国之声中文（页面存档备份，存于）、新华网（页面存档备份，存于）